# Doc Holliday (film)
Doc Holliday est un western américain de Frank Perry sorti en 1971.

## Synopsis
Dans un saloon, Doc Holliday, joueur de cartes professionnel, joue son cheval contre une jolie prostituée blonde. Il gagne la partie et part donc avec son gain, Kate Elder, pour Tombstone. Là se trouve son ami marshall, Wyatt Earp. Pour gagner les élections, il compte sur la confiance des habitants, mais celle-ci est entamée car des petits fermiers, semeurs de troubles, les Clanton, prétendent qu'il est malhonnête. Earp cherche à éliminer le clan Clanton, ce qu'il parviendra à faire avec l'aide de Doc à Ok Corral.

## Fiche technique
- Titre : Doc Holliday
- Titre original : Doc
- Réalisation : Frank Perry
- Scénario : Pete Hamill
- Directeur de la photographie : Gerald Hirschfeld
- Musique : Jimmy Webb
- Date de sortie : 1971 (États-Unis)
- Film américain
- Genre : Western
- Durée : 95 minutes

## Distribution
- Faye Dunaway (VF : Marion Loran) : Kate Elder
- Stacy Keach (VF : Sady Rebbot) : Doc Holliday
- Harris Yulin (VF : Jacques Thébault) : Wyatt Earp
- Mike Witney (VF : Michel Gatineau) : Ike Clanton
- Denver John Collins : Le Kid
- Dan Greenburg (VF : Jacques Chevalier) : Le journaliste
- Penelope Allen : Mattie Earp
- Hedy Sontag : Alley Earp
- Marshall Efron (VF : Jean-Jacques Steen) : l'aubergiste mexicain
- Fred Dennis (VF : Jacques Deschamps) : Johnny Ringo
- Antonia Rey (VF : Lita Recio) : Concha
- John Scanlon (VF : Pierre Garin) : Bartlett, le patron de l'Alambra
- Gene Collins (VF : Claude Dasset) : le réceptionniste de l'hôtel